# San Pedro de Curahuara
San Pedro de Curahuara ist eine Ortschaft im Departamento La Paz im südamerikanischen Anden-Staat Bolivien.

## Lage im Nahraum
San Pedro de Curahuara ist Verwaltungssitz der Provinz Gualberto Villarroel und zentraler Ort des Municipio San Pedro de Curahuara. Die Ortschaft liegt auf einer Höhe von 3897 m am nordöstlichen Ende der Serranía de Huayllamarca, eines etwa 100 Kilometer langen Höhenrückens, der sich auf dem Altiplano im Westen der Stadt Oruro in nordwestlich-südöstlicher Richtung erstreckt.

## Geographie
San Pedro de Curahuara liegt zwischen den andinen Höhenzügen der Cordillera Oriental und der Cordillera Occidental im andinen Trockenklima des Altiplano. Das Klima der Region ist ein typisches Tageszeitenklima, bei dem die mittleren Temperaturschwankungen im Tagesverlauf deutlicher ausfallen als im Verlauf der Jahreszeiten.
Der mittlere Jahresniederschlag beträgt etwa 330 mm und fällt zu 80 Prozent in den Monaten Dezember bis März (siehe Klimadiagramm Huayllamarca). Die Jahresdurchschnittstemperatur liegt bei knapp +8 °C, die monatlichen Durchschnittswerte schwanken zwischen +4 °C im Juni/Juli und etwa +10 °C von November bis März.

## Verkehrsnetz
San Pedro de Curahuara liegt in einer Entfernung von 160 Straßenkilometern südlich von La Paz, der Hauptstadt des gleichnamigen Departamentos.
Von La Paz aus führt die asphaltierte Nationalstraße Ruta 2 bis El Alto, von dort die Ruta 1 in südlicher Richtung als Asphaltstraße bis Patacamaya, anschließend die Ruta 4 in südwestlicher Richtung bis Cañaviri. Von dort aus führt eine unbefestigte Piste nach Süden über Umala nach Chilahuala und überquert dort den Río Desaguadero, bis sie nach sechzig Kilometern San Pedro de Curahuara erreicht. Die Piste führt weiter in südwestlicher Richtung nach Totora, Verwaltungssitz der Provinz San Pedro de Totora im Departamento Oruro.

## Bevölkerung
Die Einwohnerzahl der Ortschaft ist in den vergangenen beiden Jahrzehnten auf etwa das Doppelte angestiegen:
| Jahr | Einwohner | Quelle       |
| ---- | --------- | ------------ |
| 1992 | 238       | Volkszählung |
| 2001 | 292       | Volkszählung |
| 2012 | 472       | Volkszählung |
| 2024 |           | Volkszählung |

Die Region weist einen hohen Anteil an Aymara-Bevölkerung auf, im Municipio San Pedro de Curahuara sprechen 96,8 Prozent der Bevölkerung die Aymara-Sprache.